# Николя (лунный кратер)
Кратер Николя (лат. Nikolya) — крохотный ударный кратер в западной части Моря Дождей на видимой стороне Луны, в месте посадки космического аппарата Луна-17 с Луноходом-1. Название дано по русскому мужскому имени в честь командира первого расчёта телеоператорного управления Луноходами Николая Михайловича Ерёменко и утверждено Международным астрономическим союзом 14.06.2012 г. В связи с небольшим размером кратера по правилам МАС для него было выбрано личное имя, в отличие от наименований больших кратеров, называемых в честь конкретных учёных.

## Описание кратера

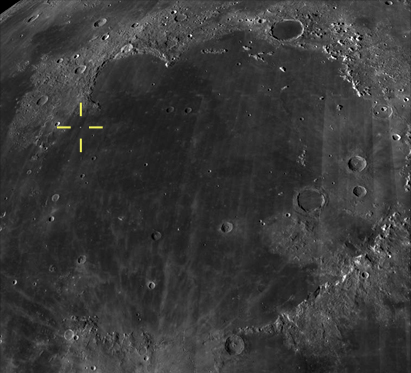
Месторасположение кратера на снимке Моря Дождей

Кратер находится в конечной точке маршрута Лунохода-1. Кроме этого кратера на маршруте Лунохода-1 собственные имена получили кратеры Вася, Слава, Игорь, Костя, Витя, Гена, Боря, Валера, Коля,Леонид и Альберт. Селенографические координаты центра кратера 38°18′ с. ш. 35°00′ з. д. / 38,3° с. ш. 35° з. д., диаметр 0,1 км.
Кратер имеет чашеобразную форму и испещрен множеством еще более крохотных кратеров.

## Сателлитные кратеры
Отсутствуют